# SWAP
SWAP (een acroniem voor Sun watcher using APS detectors and image processing) is een ruimtetelescoop aan boord van de ESA-satelliet PROBA-2 die gelanceerd werd in 2009.

## Beschrijving
SWAP maakt foto's van de corona van de zon in het ultraviolette deel van het elektromagnetische spectrum. SWAP is gebaseerd op de Extreme Ultraviolet Imaging Telescope aan boord van de SOHO-satelliet. Het instrument zorgt ervoor dat het bestuderen van de corona gemakkelijker wordt, doordat om de minuut een foto wordt genomen in plaats van om de vijftien minuten. De foto's worden verwerkt aan boord van de PROBA-2, waarbij aan de hand van de inhoud van het beeldmateriaal wordt beslist welke foto's zullen worden doorgestuurd. Daartoe worden de data eerst gecomprimeerd.